# Mojmír I

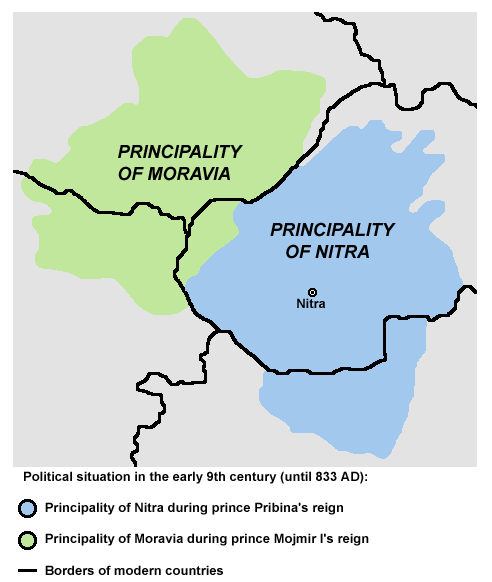
En verd, el principat de Moràvia durant el regnat de Mojmír I

Mojmír I (~795-846) fou el creador del Principat de Moràvia, de 830 a 833, y posteriorment del de la Gran Moràvia, a partir de 833.
Els pobles eslaus establerts a l'entorn del riu Morava van anar identificant-se com a moraus. Cap al 830, Mojmír en va aconseguir la unificació en un nou principat amb el nom de Moràvia. Mojmír era un senyor local que el 831 va rebre el baptisme cristià de mans del bisbe de Passau, Reginhar.
Un procés semblant al de Moràvia va conduir a la formació del veí Principat de Nitra, sota el príncep Pribina, pagà. El 833, Mojmír va expulsar Pribina i va unificar els dos principats en un de sól, el de la Gran Moràvia.
L'expansió del nou imperi i els esforços per espolsar-se la influència de Frància Oriental no va agradar a Lluís el Germànic que el 846 va deposar Mojmír, que morí, i va establir en el seu lloc Rostislav, nebot d'aquest.